# Henryk Buczyński
Henryk Bogusław Buczyński, ps. „Stefan” (ur. 20 marca 1901 w Warszawie, zm. w kwietniu 1945 Steyr w Austrii) – działacz PPS-Lewicy, Komunistycznej Partii Polski i Polskiej Partii Robotniczej, współorganizator Wydziału II (Informacyjnego) Sztabu Głównego GL-AL.
Ukończył Szkołę Zrzeszenia Kupców, a następnie rozpoczął studia na Politechnice Warszawskiej. Początkowo należał do PPS-Lewicy, później (prawdopodobnie od 1927) do KPP. W latach 1940–1941 był członkiem organizacji Rewolucyjne Rady Robotniczo-Chłopskie „Młot i Sierp” i Stowarzyszenie Przyjaciół ZSRR. W Sztabie Głównym GL, którego członkiem był od lutego 1942, przez pewien czas kierował pracą Biura Sztabu Głównego GL. Współorganizował Wydział II i uczestniczył w jego pracach, za co 25 września 1943 został awansowany na kapitana. Był ponadto łącznikiem między Sztabem Głównym a dowódcą oddziału GL im. Ludwika Waryńskiego Janem Strzeszewskim „Wiktorem”. Według Piotra Gontarczyka „Stefan” był jednym z uczestników akcji na Archiwum Delegatury Rządu RP i AK na ul. Poznańskiej w Warszawie 17 lutego 1944.
Brał udział w powstaniu warszawskim, walcząc w Armii Ludowej na Starym Mieście. Po upadku powstania wyszedł z ludnością cywilną, przebywał w obozie przejściowym w Pruszkowie, potem w obozach koncentracyjnych Groß-Rosen i Mauthausen-Gusen, a w październiku został wywieziony w transporcie więźniów do Wiednia. W kwietniu 1945 w czasie ewakuacji pozostał w miejscowości Steyr, gdzie zmarł z wycieńczenia. Pośmiertnie odznaczony został Orderem Krzyża Grunwaldu III klasy, Orderem Odrodzenia Polski V klasy i Krzyżem Partyzanckim.